# Biotecnologia medicinal

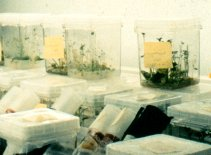
em cultura de tecidos in vitro de explantes de batata.

Biotecnologia médica, também conhecida como biotecnologia vermelha ou Sanitária e compreende as aplicações terapêuticas, diagnósticas, de saúde animal e de investigação clínica biológica.
Actua nas seguintes áreas:
- Melhoramento de microrganismos
- Utilização de microrganismos como biofábricas
- Diagnóstico molecular e biosensores
- Engenharia celular e de tecidos
- Produção e proteínas recombinantes e anticorpos monoclonais
- Terapia génica
- Novos sistemas de administração de fármacos e vacinas
- Engenharia genética e farmacogenética

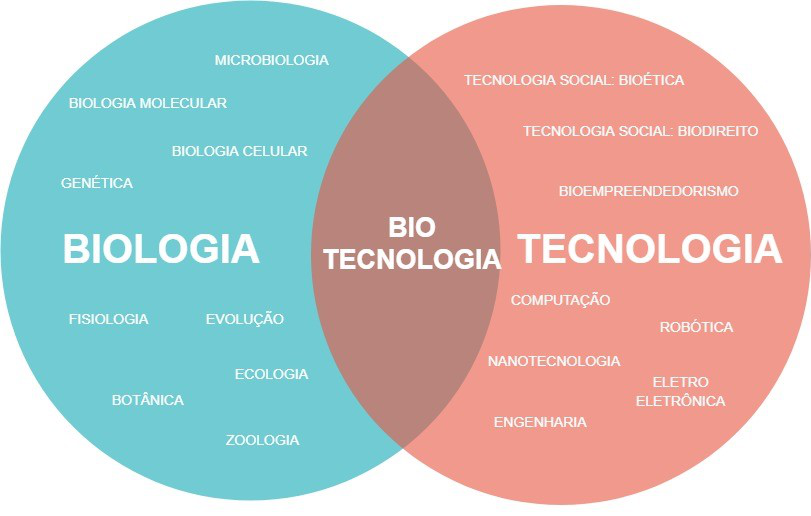
A biotecnologia medicinal é um caso específico na busca da junção das diferentes ciências biológicas com diferentes tecnologias para a produção de bens, produtos e serviços.

## Utilização de microrganismos como biofábricas
Constitui-se na utilização de outras áreas da biotecnologia para investigar e descobrir novos fármacos(a partir do ambiente marinho, vegetal ou animal), cuja capacidade terapêutica para doenças conhecidas ou novas, seja interessante. Após a pesquisa e descoberta dos mesmos, é necessária a sua produção, que ocorre utilizando-se culturas celulares do microrganismo original ou de OGMs capazes de produzir o fármaco em questão, e seguinte extração da substância.

## Diagnóstico molecular e biosensores
Constitui-se na detecção de marcadores moleculares, presentes nos seres vivos que indiquem alguma característica do estado fisiológico do corpo (patologias e doenças, estados de tensão celular). Diferencia e evidencia o melhor tratamento, através da sua investigação. Entre os marcadores presentes encontram-se marcadores genéticos (variedades genéticas que predispõe a certas doenças, como o Câncer), proteínicos (enzimas que inibem genes ou estão defeituosas) ou moleculares (produtos secundários do metabolismo). Para isto utilizam-se microarrays (arrays ou biochips), tanto de genes como de proteínas, técnicas imuno-histoquímicas.

## Engenharia celular e de tecidos
Constitui-se na produção de células e tecidos que substituam a aqueles que estão degradados, perderam-se anatomicamente ou funcionalmente. Para isso utilizam o conhecimento da engenharia, cultivos celulares, células-mãe.

## Produção e proteínas recombinantes e anticorpos monoclonais
Constitui-se na utilização das células como ferramentas para produzir fármacos de forma barata e eficiente, sendo que os anticorpos monoclonais podem ser utilizados não só no tratamento como no diagnóstico.

## Terapia génica
Constitui-se na modificação do material genético das células (restrita à linhagem somática, pois a modificação em células da linhagem germinativa é totalmente proibida, de acordo com o artigo 6º da Lei da Biossegurança), através dos conhecimento da engenharia genética, para aumentar, substituir, diminuir ou silenciar a expressão de verdadeiros genes e as suas respectivas proteínas resultantes, em pós de curar alguma doença ou característica fisiológica não desejada.

## Novos sistemas de administração de fármacos e vacinas
Constitui-se na utilização de nanotecnologia e no avanço da química, dispomos de novas formas de administrar fármacos e vacinas.

## Engenharia genética e farmacogenética
Consiste no estudo da distribuição e evolução da variabilidade genética entre os indivíduos de uma ou várias populações, o que correspondam, junto com as variáveis ambientais, a melhor resposta, a diferente forma de doenças e às diferentes terapias.

## Ensino
- Licenciatura em Biotecnologia Medicinal, Escola Superior de Saúde do Instituto Politécnico do Porto
- Mestrado em Ciências Licenciatura em Biotecnologia médica, departamento de ciências biomédicas no Colégio de medicina da Universidade de Illinois em Rockford